# Yuma Murakami
Yuma Murakami (* 12. Dezember 1992 in Obihiro) ist ein japanischer Eisschnellläufer.

## Werdegang
Murakami startete im Januar 2016 in Stavanger erstmals im Eisschnelllauf-Weltcup und belegte dabei in der B-Gruppe über 500 m die Plätze 18 und drei und in der B-Gruppe über 1000 m den 33. Platz. Zu Beginn der Saison 2016/17 wurde er in Nagano japanischer Meister über 500 m. Im Januar 2017 erreichte er in Berlin mit dem zweiten Platz über 500 m seine erste Podestplatzierung im Weltcup. Bei den Einzelstreckenweltmeisterschaften 2017 in Gangwon errang er den 11. Platz und bei den Winter-Asienspielen 2017 in Obihiro den 21. Platz über 500 m. Zu Beginn der Saison 2018/19 kam er beim Weltcup in Tomakomai jeweils über 500 m auf den zweiten und auf den dritten Platz. Es folgten dritte Plätze über 500 m bei den Weltcups in Tomaszów Mazowiecki und in Heerenveen. Bei den Einzelstreckenweltmeisterschaften 2019 in Inzell wurde er Fünfter über 500 m. Im März 2019 belegte er beim Weltcupfinale in Salt Lake City bei beiden Läufen über 500 m den dritten Platz und erreichte abschließend den fünften Platz im Gesamtweltcup über 500 m.

## Persönliche Bestzeiten
- 500 m 33,89 s (aufgestellt am 10. Dezember 2021 in Calgary)
- 1000 m 1:10,38 min. (aufgestellt am 12. Februar 2021 in Nagano)
- 1500 m 1:55,79 min. (aufgestellt am 12. Februar 2016 in Nagano)

## Weltcupsiege im Einzel
| Nr. | Datum             | Ort                 | Disziplin |
| --- | ----------------- | ------------------- | --------- |
| 1.  | 13. Dezember 2019 | Nagano              | 500 m     |
| 2.  | 12. November 2022 | Stavanger           | 500 m     |
| 3.  | 18. Februar 2023  | Tomaszów Mazowiecki | 500 m     |